# Малком (Айова)
Малком (англ. Malcom) — місто (англ. city) в США, в окрузі Повешік штату Айова. Населення — 270 осіб (2020).

## Географія
Малком розташований за координатами 41°42′27″ пн. ш. 92°33′27″ зх. д. / 41.70750° пн. ш. 92.55750° зх. д. (41.707596, -92.557463).  За даними Бюро перепису населення США в 2010 році місто мало площу 1,58 км², уся площа — суходіл.

## Демографія
Згідно з переписом 2010 року, у місті мешкало 287 осіб у 132 домогосподарствах у складі 86 родин. Густота населення становила 181 особа/км².  Було 143 помешкання (90/км²).
Расовий склад населення:
| - 98,6 % — білих - 0,3 % — корінних американців - 0,3 % — чорних або афроамериканців |

До двох чи більше рас належало 0,7 %. Частка іспаномовних становила 1,0 % від усіх жителів.
За віковим діапазоном населення розподілялося таким чином: 17,1 % — особи молодші 18 років, 61,3 % — особи у віці 18—64 років, 21,6 % — особи у віці 65 років та старші. Медіана віку мешканця становила 47,9 року. На 100 осіб жіночої статі у місті припадало 112,6 чоловіків;  на 100 жінок у віці від 18 років та старших — 108,8 чоловіків також старших 18 років.
Середній дохід на одне домашнє господарство  становив 53 821 долар США (медіана — 39 712), а середній дохід на одну сім'ю — 73 435 доларів (медіана — 59 063). Медіана доходів становила 40 750 доларів для чоловіків та 32 500 доларів для жінок. За межею бідності перебувало 13,5 % осіб, у тому числі 16,7 % дітей у віці до 18 років та 6,0 % осіб у віці 65 років та старших.
Цивільне працевлаштоване населення становило 144 особи. Основні галузі зайнятості: виробництво — 29,2 %, освіта, охорона здоров'я та соціальна допомога — 25,0 %, мистецтво, розваги та відпочинок — 9,7 %, фінанси, страхування та нерухомість — 9,0 %.